# Mariano von Uria
Mariano von Uria, eigentlich Mariano Baron von Saráchaga-Uria (* 25. September 1812 in Valencia; † 7. Juni 1876 in Karlsruhe) war ein badischer Verwaltungsjurist und Hofbeamter.

## Leben
Mariano von Uria wurde als Freiherr o Baron Souverain Sarachaga geboren. Er stammte aus der Familie Sarachaga aus dem Baskenland.
Durch die zweite Heirat seiner Mutter Maria Micaela de Uria y Alcedo y de la Quintana 1826, Nichte und universale Erbin des Grafen Urrutia war er der Stiefsohn des aus Baden stammenden französischen Offiziers Carl von Lassolaye (1784–1863) und späteren Generalleutnants und Kommandeurs der 28. Feldartillerie-Brigade, der während Napoleons Spanienfeldzug als Offizier beim badischen Kontingent gedient hatte. Die Familie war während der Kriege in Spanien in das ruhige Großherzogtum Baden gekommen, nachdem sein Vater, der königlich-spanische Präfekt Florentino de Sarachaga-Izarduy, in Spanien im Guerilla-Kampf gefallen war.
1830 wurde de Uria badischer Hofjunker. Er studierte Rechtswissenschaften an der Universität Heidelberg und wurde 1831 Mitglied des Corps Suevia Heidelberg. Nach dem Studium trat er in den badischen Verwaltungsdienst ein. Er wurde 1835 Rechtspraktikant und 1839 Amtsassessor in Baden-Baden. 1841 wurde Uria Amtmann beim Stadtamt Freiburg und 1844 Regierungsrat bei der Regierung des Unterrheinkreises in Mannheim.
Am 14. Dezember 1843 starb sein Bruder, der badische Offizier Freiherr Georg von Sarachaga-Uria (* 1811) bei einem Duell mit dem Hofbankier Moritz von Haber (1798–1874; Bruder des Heidelberger Schwaben Eli von Haber) in Oggersheim. Mariano war auch der Onkel von Baronin Spera Truchseß von Westhauzen, geborene Baronin von Sarachaga.
Ab 1844 übte Mariano von Uria in Baden während des Vormärz als Pressezensor die Zensur, unter anderem gegen das Mannheimer Journal aus. 1849 wurde er Stadtdirektor und Amtsvorstand des Stadtamtes Freiburg. In seine zweite Freiburger Zeit während der Besetzung durch Preußen fällt der Streit um das Rotteckdenkmal.
Diplomatie:
Von 1852 bis 1853 war er Leiter des Bezirksamts Heidelberg. 1853 wurde er wieder Regierungsrat bei der Regierung des Unterrheinkreises. 1856 wurde er als Legationsrat zum Mitglied im Ministerium des Großherzoglichen Hauses und der Auswärtigen Angelegenheiten in Karlsruhe berufen, wo er zuletzt Geheimer Legationsrat war. Im April 1860 wurde er als Geheimer Regierungsrat zur Regierung des Unterrheinkreises versetzt und auf seine Bitte im folgenden Monat aus dem Staatsdienst entlassen.
Uria war seit 1834 badischer Kammerjunker und seit 1841 badischer Kammerherr. 1858 war er Kommissär bei den Vertragsverhandlungen zwischen der Badischen Staatsbahnen und der Schweizerischen Nordostbahn für die Eisenbahnverbindung bei Waldshut.
Ehe und Kinder:
1850 heiratete er in Mannheim Maria Anna Franziska, geborene hochadeliche von Bettendorf (1826–1909). Bettendorf Mediatisierung, reichsmittelbar Bettendorf-Falkenstein et Niederhofheim 1806.
Sie stammte von den Grafen Monts de Mazin, Verwandten der Grafen von Ostrevant.
Die einzige Tochter Baroness Maria von Sarachaga wurde Erbin des väterlichen Majorats, der von ihrem Großvater Florentino herrührenden Güter der Familie Izarduy bei Bilbao. Sie heiratete 1871 den späteren preußischen Generalleutnant Franz Anton Neubronn von Eisenburg (1842–1917).

## Auszeichnungen
- Ritter des kuhessischen Wilhelmsordens, 1840
- Ritterkreuz des Ordens vom Zähringer Löwen
- Kommandeurkreuz des Ordens vom Zähringer Löwen, 1846
- Russischer Sankt Stanislausorden 2. Klasse, 1857
- Offizier der französischen Ehrenlegion, 1858